# La Boule de Thésulah
La Boule de Thésulah est le 17e épisode de la saison 2 de la série télévisée Buffy contre les vampires.

## Résumé
Angelus accentue sa torture morale envers Buffy, s'introduit chez elle pour lui laisser des messages et des menaces voilées. De son côté, Jenny Calendar, repoussée par Giles depuis qu'il connaît son rôle dans la disparition de l'âme d'Angel, fait des recherches pour la rendre au vampire. Elle a pour cela besoin d'un artefact magique, la Boule de Thésulah. Giles trouve un rituel pour révoquer l'invitation faite au vampire de pénétrer chez Buffy. Willow et Buffy exécutent le rituel juste à temps : Angelus était sur le seuil et venait d'apprendre à la mère de Buffy qu'il avait couché avec sa fille. Giles se réconcilie ensuite avec Jenny. Celle-ci finit de transcrire le rituel permettant de restituer l'âme d'Angel et le sauvegarde sur une disquette. Cependant, au moment de quitter le lycée, elle est surprise par Angelus qui a appris par Drusilla ce qui se tramait. Après une course-poursuite, il finit par la rattraper et lui brise le cou.
Quand Giles rentre chez lui, il découvre le corps sans vie de Jenny, qu'Angelus a déposé à son intention en montant une mise en scène romantique et morbide. Fou de chagrin, il part pour l'usine abandonnée dans l'intention de tuer le vampire. Il est cependant vite surclassé par Angelus, mais est sauvé par l'arrivée de Buffy. Angelus prend la fuite alors que l'usine est détruite par les flammes. Plus tard, Willow qui remplace provisoirement Jenny Calendar, entre dans sa classe et, en bougeant quelques livres, fait tomber la disquette sur laquelle est sauvegardée le rituel, qui tombe sans un bruit derrière le bureau.

## Statut particulier de l'épisode
La mort de Jenny Calendar est la première d'un personnage important de la série. Joss Whedon a voulu ainsi indiquer aux téléspectateurs qu'aucun personnage n'était à l'abri d'une mort effrayante et qu'Angelus était véritablement maléfique. Anthony Stewart Head a affirmé qu'il s'agissait de son épisode favori de la série, non seulement parce qu'il a un rôle important, mais surtout « parce que c'est un épisode magnifiquement bien réalisé et écrit ».
Noel Murray, du site A.V. Club, évoque « un chef-d'œuvre narratif » où « tout fonctionne » : la musique, les moments de tension, d'action, comiques et ceux « émotionnellement dévastateurs ». Les rédacteurs de la BBC estiment que c'est « l'épisode le plus sombre de toute la saison 2 » avec un scénario « fascinant » malgré quelques touches d'humour qui tombent à plat « comme des blagues à des funérailles ». Pour Mikelangelo Marinaro, du site Critically Touched, qui lui donne la note maximale de A+, l'épisode marque « le premier grand choc de la série » ainsi que « l'un des moments les plus dramatiques » qu'il ait vu dans une série télévisée.
Jonathan V. Last, écrivant pour The Weekly Standard, le classe à la 6e place des meilleurs épisodes de la série, affirmant qu'il expose « parfaitement la relation entre Buffy et son observateur ». Lors d'un sondage organisé en 2012 par la chaîne Syfy, les téléspectateurs l'ont classé à la 10e place des meilleurs épisodes de la série, un rédacteur écrivant que c'est l'épisode des premières saisons « qui a le mieux résisté à l'épreuve du temps », la découverte du corps de Jenny par Giles « demeurant toujours aussi choquante et brillante ». La rédaction d'Entertainment Weekly le classe à la 15e place des meilleurs épisodes des séries de Whedon, avec en commentaire : « Jusqu'à cet épisode, les téléspectateurs tenaient pour acquis que la série fonctionnerait comme les autres du même genre avant elle : peu importe la gravité de la situation, personne d'important ne mourrait réellement. […] D'un coup, tout était remis en cause et les fans étaient choqués, désespérés et totalement fascinés ».

## Musique
Quand Giles rentre chez lui et trouve le corps de Jenny Calendar, l'air que l'on entend est O soave fanciulla, extrait de l'opéra La Bohème de Giacomo Puccini.

## Distribution

### Acteurs et actrices crédités au générique
- Sarah Michelle Gellar : Buffy Summers
- Nicholas Brendon : Alexander Harris
- Alyson Hannigan : Willow Rosenberg
- Charisma Carpenter : Cordelia Chase
- David Boreanaz : Angel
- Anthony Stewart Head : Rupert Giles

### Acteurs et actrices crédités en début d'épisode
- Kristine Sutherland : Joyce Summers
- Robia LaMorte : Jenny Calendar
- Richard Assad : le vendeur de la boutique de magie
- James Marsters : Spike
- Juliet Landau : Drusilla

### Acteurs et actrices crédités en fin d'épisode
- Danny Strong : Jonathan Levinson